# Mirza Machmutow

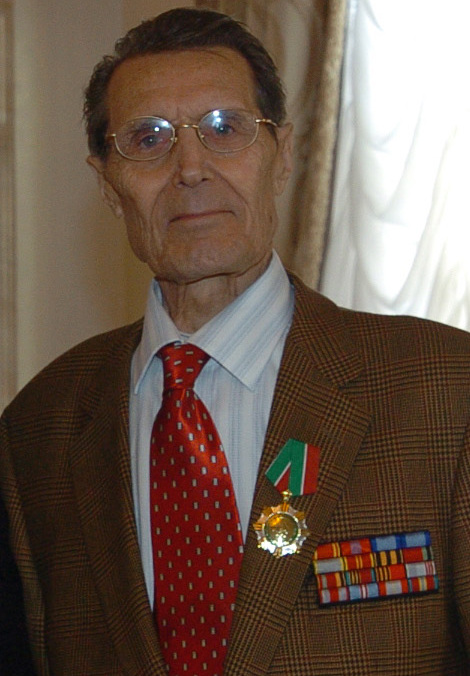
2006

Mirza Ismaiłowicz Machmutow (ur. 1 maja 1926 w Ałtary w Mordowii, zm. 25 marca 2008 w Kazaniu) – radziecki językoznawca i pedagog tatarskiego pochodzenia, w latach 1958–1976 minister oświaty Tatarskiej Autonomicznej Socjalistycznej Republiki Radzieckiej, dyrektor Instytutu Pedagogiki Zawodowej w Kazaniu, członek Akademii Nauk Pedagogicznych ZSRR.

## Ważniejsze prace
- Russko-tatarskij słowar (1968)
- Tieorija i praktika problemnogo obuczenija (1972)